# 伝馬町牢屋敷

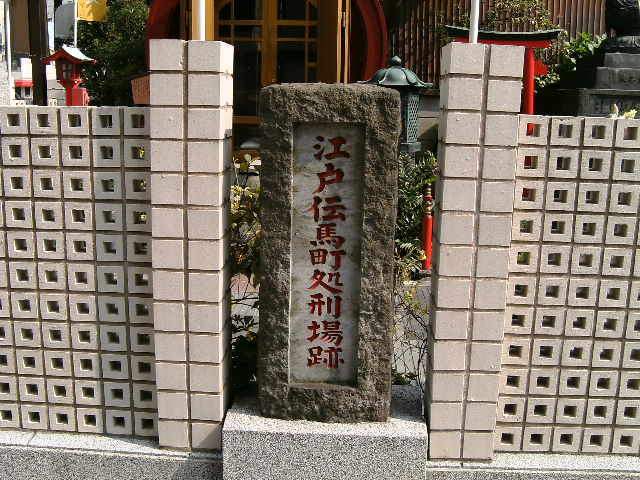
大安楽寺内の伝馬町牢屋敷処刑場跡。

伝馬町牢屋敷（てんまちょうろうやしき）は、かつて江戸に存在した囚人などを収容した施設である。現在はその一部が東京都中央区立十思公園（じっしこうえん）になっている。東京都指定文化財（旧跡）に指定されている。

## 概要
江戸時代の牢屋には以下の4つの機能があった。
1. 未決囚を収監する。
2. 有罪判決を受けた者を刑の執行まで拘置する。
3. 自由刑（永牢・過怠牢）の執行として受刑者を拘禁する。
4. 刑罰の執行を行う。伝馬町牢屋敷では斬首（獄門・死罪・下手人）・敲・入れ墨などの執行が行われた。

3．は現在の刑務所にあたる役割であるが、現在の拘禁刑にあたる永牢・過怠牢は例外的に科される刑罰であったため、刑務所よりもむしろ刑事被告人の勾留・死刑囚の収容・死刑の執行を行う点で現在の拘置所に近い性質を持つ施設であった。
江戸幕府の牢屋は、本所に関東郡代支配の本所牢屋があったほか、京都・大阪・長崎などの奉行所や代官役所などにもあり、江戸の評定所・町奉行所・勘定奉行所などにも仮牢が存在した。それらの牢の中で最大のものが小伝馬町牢屋敷だった。
日本橋小伝馬町3丁目から5丁目（現在の日比谷線小伝馬町駅周辺）一帯に設置され、2,677坪（約8,850平方メートル）の広さがあった。
常盤橋外に牢屋敷にあたる施設が設けられたのは天正年間。それが慶長年間に小伝馬町に移って来たとされる。高野長英や吉田松陰らも収容されていた。1857年、吉田松陰は安政の大獄の際に刑死し、現在十思公園には「松陰先生終焉之地」の碑が設置されている。明治8年（1875年）に市ヶ谷監獄が設置されるまで使用された。
牢屋敷は三方を土手で囲い、周囲は高さ7尺8寸の練塀で囲まれ、外側には堀が巡らされており、南西部に表門、北東部に不浄門が設けられていた。

## 牢屋敷内の構成

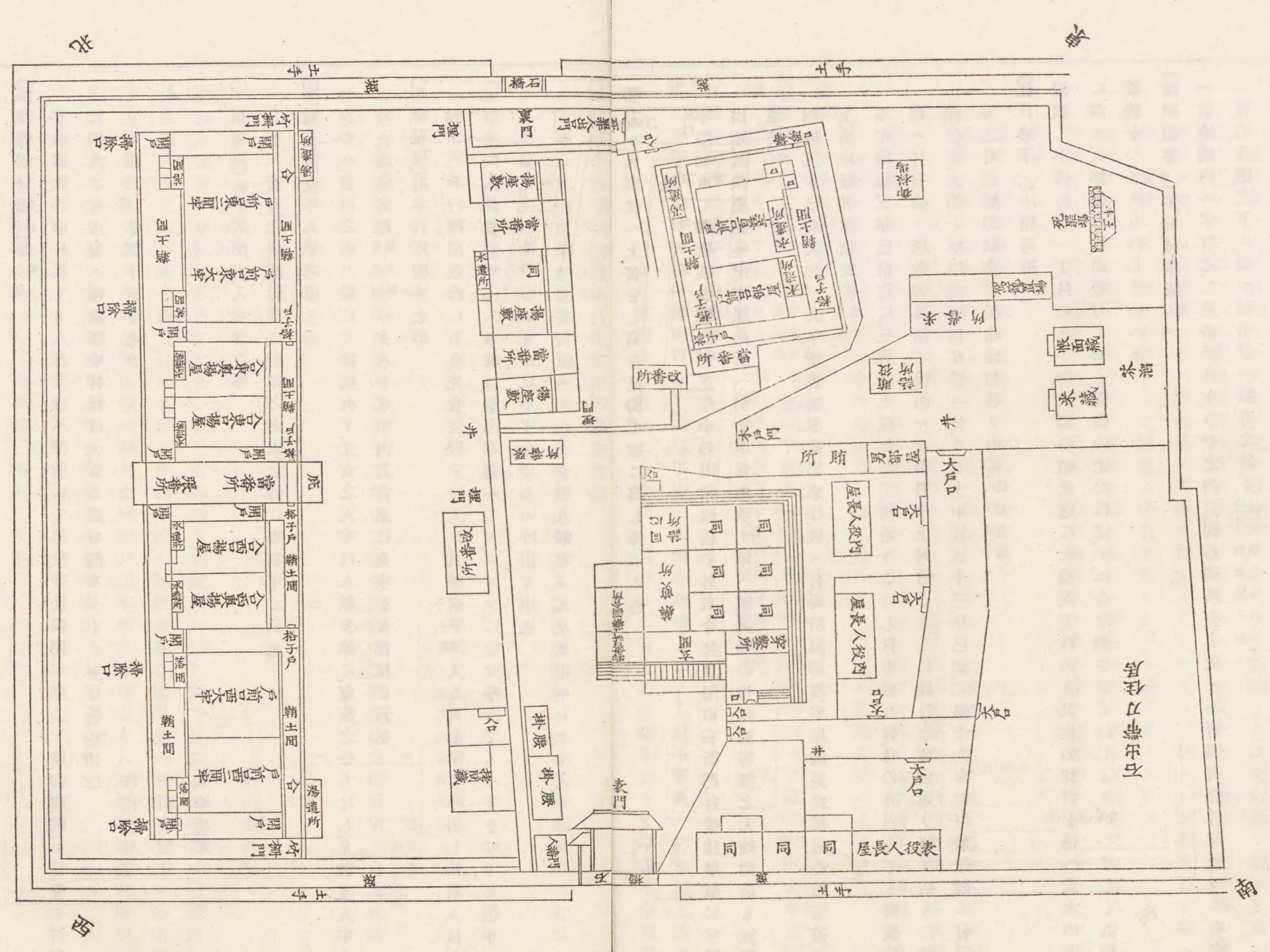
伝馬町牢屋敷平面図（『古事類苑』）。

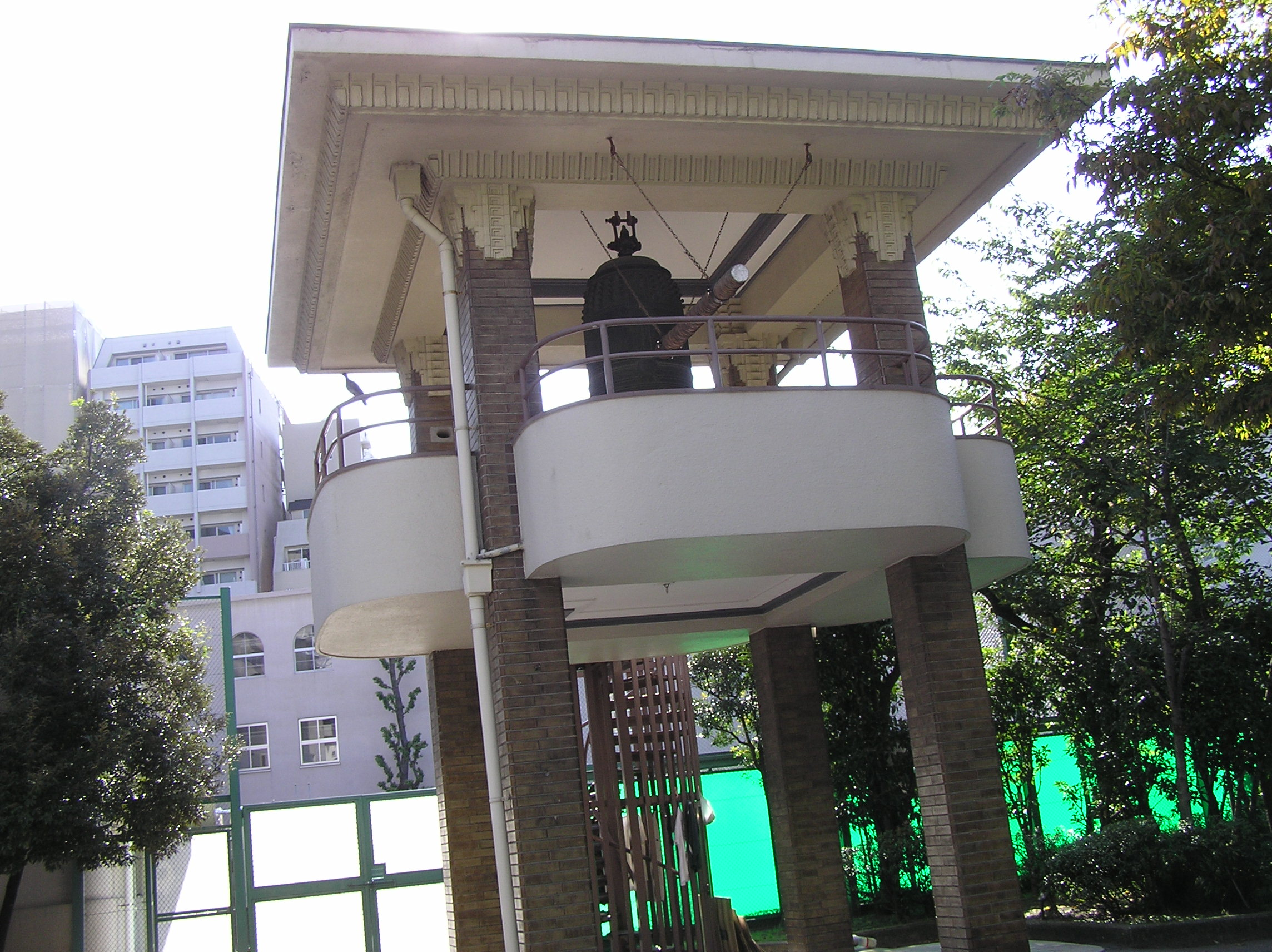
伝馬町牢屋敷跡である十思公園内の時の鐘。日本橋石町に設置されていたこの鐘が鳴ると共に処刑が執行された。

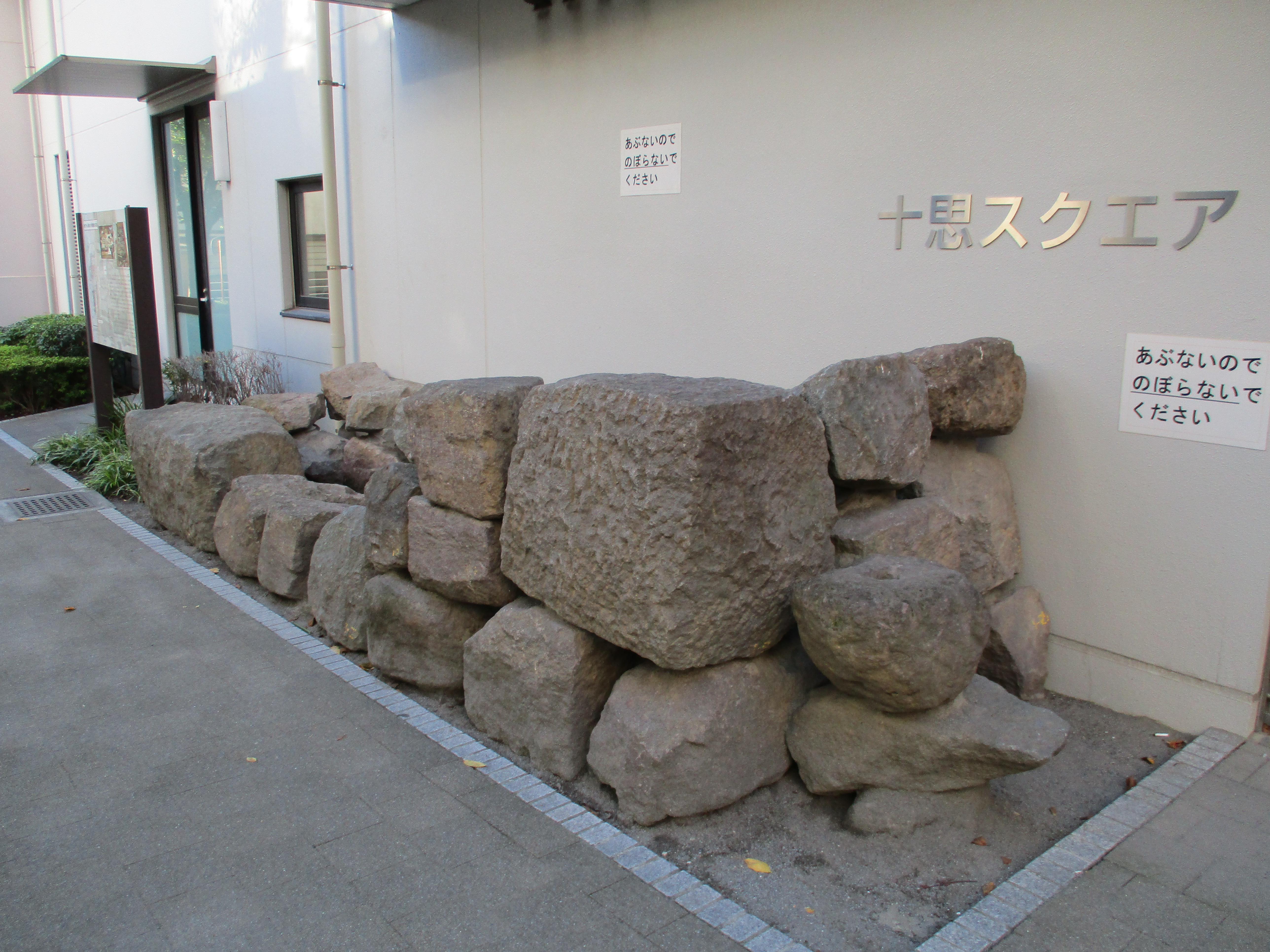
伝馬町牢屋敷の石垣（十思スクエア）

牢屋敷の責任者である囚獄（牢屋奉行）は大番衆の石出帯刀であり、代々世襲であった。その配下として40人の同心がいたが徐々に増員され、慶応元年（1865年）には76人にまで増えた。ほかに30人の下男がおり、慶応元年には48人にまで増員された。
囚人を収容する牢獄は東牢と西牢に分かれていた。身分によって収容される牢獄が異なり、大牢と二間牢は庶民、揚屋は御目見以下の幕臣（御家人）、大名の家臣、僧侶、医師、山伏が収容されていた。
また独立の牢獄として揚座敷が天和3年（1683年）に設けられ、御目見以上の幕臣（旗本）、身分の高い僧侶、神主等が収容された。身分の高い者を収容していたため、ほかの牢より設備は良かったようである。
大牢と二間牢には庶民が一括して収容されていたが、犯罪傾向が進んでいることが多かった無宿者が有宿者（人別帳に記載されている者）に悪影響を与えるのを避けるため、宝暦5年（1755年）に東牢には有宿者を、西牢には無宿者を収容するようになった。また安永5年（1775年）には独立して百姓牢が設けられた。女囚は身分の区別なく西の揚屋に収容された（女牢）。
収容者の総数は、江戸時代後期には300人から400人、多いときは700人から900人に達した。

## 牢内の慣習
牢内には規律維持のため12名の牢内役人が置かれ、形式上の自治組織を有していた。牢内役人の筆頭、名主（牢名主）は石出帯刀と町奉行所担当与力によって選任された。牢内役人は監視の目を潜り、「きめ板」と呼ばれる厚板や雪隠の蓋で打ち据えるなどの暴行や大小便を食わせるといった制裁（リンチ）を加えて囚人たちを支配していた。
入牢者の増加で人口密度が増え、牢内生活に支障をきたすようになると「作造り」と称する、「人員削減」を目的とした殺人が行われた。主に牢内の規律を乱す者、元岡っ引や目明しなど入牢者の恨みを買っている者、いびきのうるさい者、牢外からの金品による差し入れのない者などが標的にされ、きめ板で殴る、首を絞める、濡れ手ぬぐいを顔に押し当てる、陰嚢を強打するなどの方法を用いて殺害した挙句、遺体は「病気で死にました」と役人に届け出れば、特に咎めが来ることはなかった。
食事は1日朝夕の2度。玄米5合（女囚は3合）と汁物が支給された。漬物は牢内でこしらえていた。
牢獄には窓がなく、通風や採光は望めなかった。牢内に設けられた汲み取り式のトイレから悪臭が立ち込める中に多数の収容者が閉じ込められ、内部の環境は非常に劣悪であった。牢屋敷にも医師は配置されていたが、彼らはいい加減な診察しか行わなかったため、飛び火や疥癬を主とする皮膚病に罹患する者が後を絶たなかった。病人は、主人や親を傷つけた者（逆罪）以外であれば溜と称される、病人専用の牢に異動させられた。高野長英のように腕の良い医師が入獄して牢内の環境改善をして牢名主にまでなった例も有るが、滅多にある事では無かった。
上に述べた理由から牢内での死者はきわめて多く、弘化元年（1844年）正月から12月までの死亡者は626人（牢死142、溜死484）、翌弘化2年正月から12月までの死亡者は768人（牢死135、溜死633）に達した。